# Cornelis de Witt
Pour les articles homonymes, voir de Witt.
Cet article concerne l'homme d'État néerlandais. Pour l'historien français, voir Cornélis Henri de Witt.
Cornelis de Witt ou Cornelius de Witt, en français Corneille de Witt, né à Dordrecht le 15 juin 1623, mort à La Haye le 20 août 1672, frère de Johan de Witt, est un homme d'État néerlandais.

## Biographie
En 1650, Cornelis de Witt devient bourgmestre de Dordrecht et membre des États de Hollande et de Frise-Occidentale. Il est ensuite nommé au poste élevé de gouverneur (ruwaard) de Putten et bailli de Beierland.
Il s'associe plus étroitement avec son frère, le Grand-pensionnaire, et le soutient tout au long de sa carrière avec une grande détermination et efficacité. En 1667, il est choisi par les États de Hollande pour accompagner l'amiral Michiel de Ruyter dans le fameux raid sur la Medway durant lequel il se distingue par sa fraîcheur et son intrépidité. En 1672, il accompagne de nouveau Ruyter et prend une part honorable dans la bataille de Solebay contre les flottes alliées anglaise et française. Contraint par la maladie de quitter la mer, il trouve à son retour Dordrecht aux mains du parti orangiste. Son frère et lui sont l'objet de suspicion et livrés à la vindicte populaire. Sur la base de fausses accusations de trahison, il est arrêté. Soumis à la torture, il refuse d'avouer et est condamné au bannissement.
Le 20 août 1672, victime d'un complot soigneusement organisé par les Orangistes Johan Kievit et l'amiral Cornelis Tromp, il est lynché par la foule, qui tue également son frère Johan qui venait le chercher le jour même. Leurs cœurs et leurs corps horriblement mutilés sont exposés à la foule comme des trophées. Aujourd'hui, cet événement est considéré par les Néerlandais comme la période la plus honteuse de l'histoire des Pays-Bas.

## Dans la littérature
- Alexandre Dumas raconte en détail la dernière journée de Cornelis (Corneille) de Witt au début de son roman La Tulipe noire, paru en 1850.
- Dans le « Recueil de lettres, pour servir d’éclaircissement à l’histoire militaire du règne de Louis XIV »[2], une lettre de La Haye, écrite à une personne de la ville d’Utrecht en date du 21 août 1672, envoyée le 23 août 1672 par M. Stouppe, (le lieutenant colonel Pierre Stoppa, commandant la place d’Utrecht) à M. de Louvois, mentionne, heure par heure, avec tous les détails, le déroulement de la journée du 20 août 1672.

## Galerie

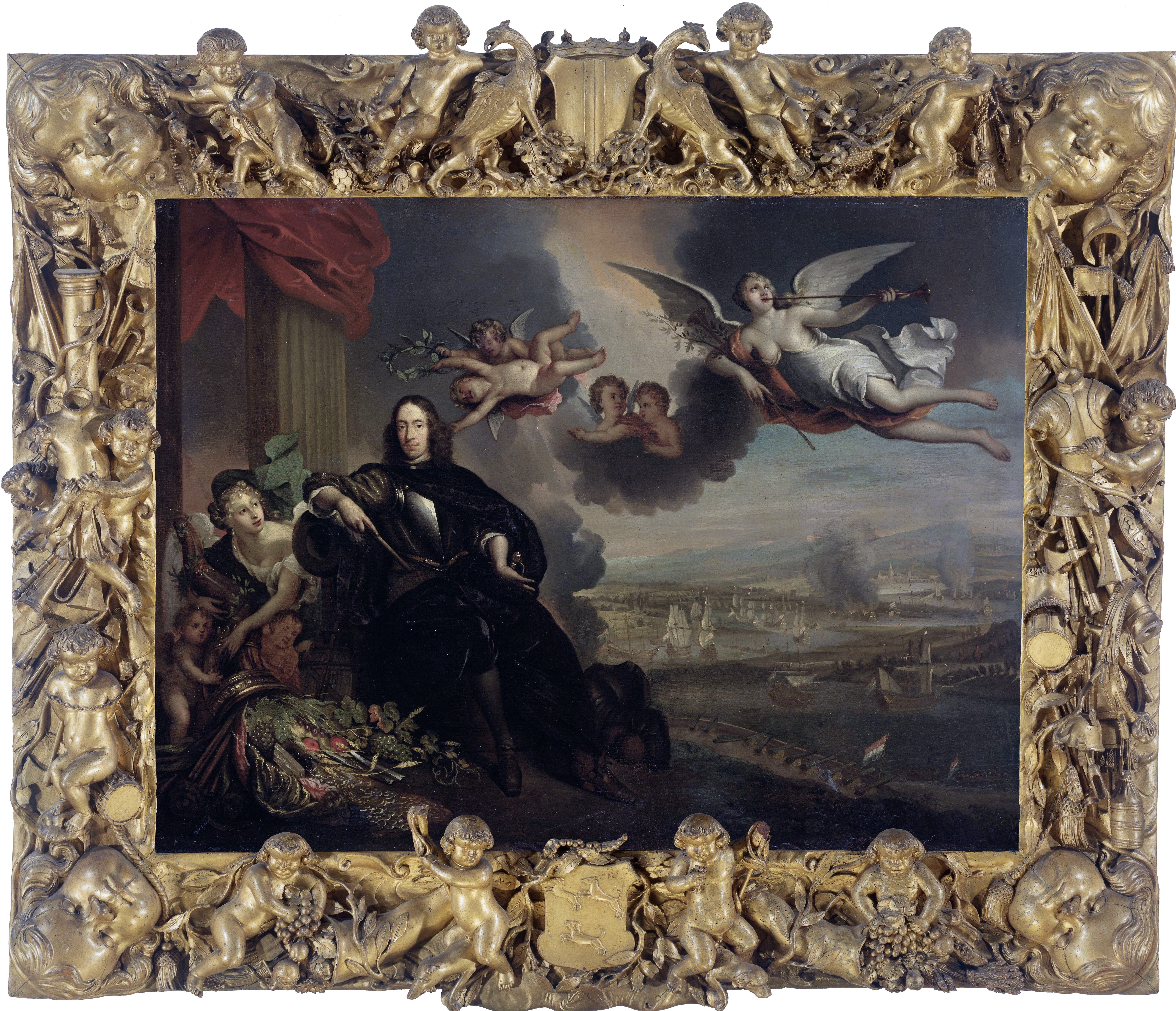
Cornelis de Witt par Jan de Baen (1667/70), Rijksmuseum d'Amsterdam
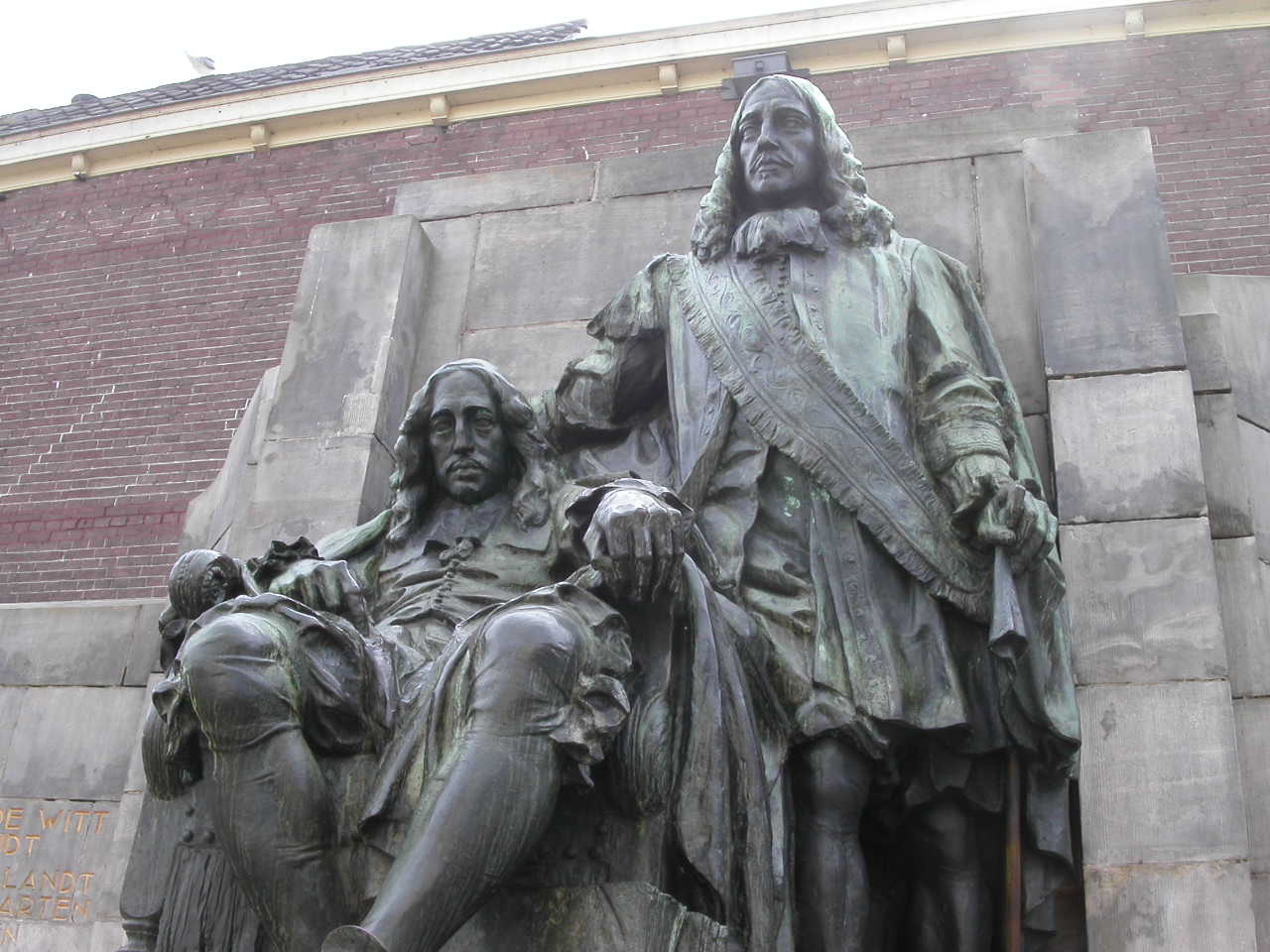
Bronze de Johan et Cornelis de Witt à Dordrecht
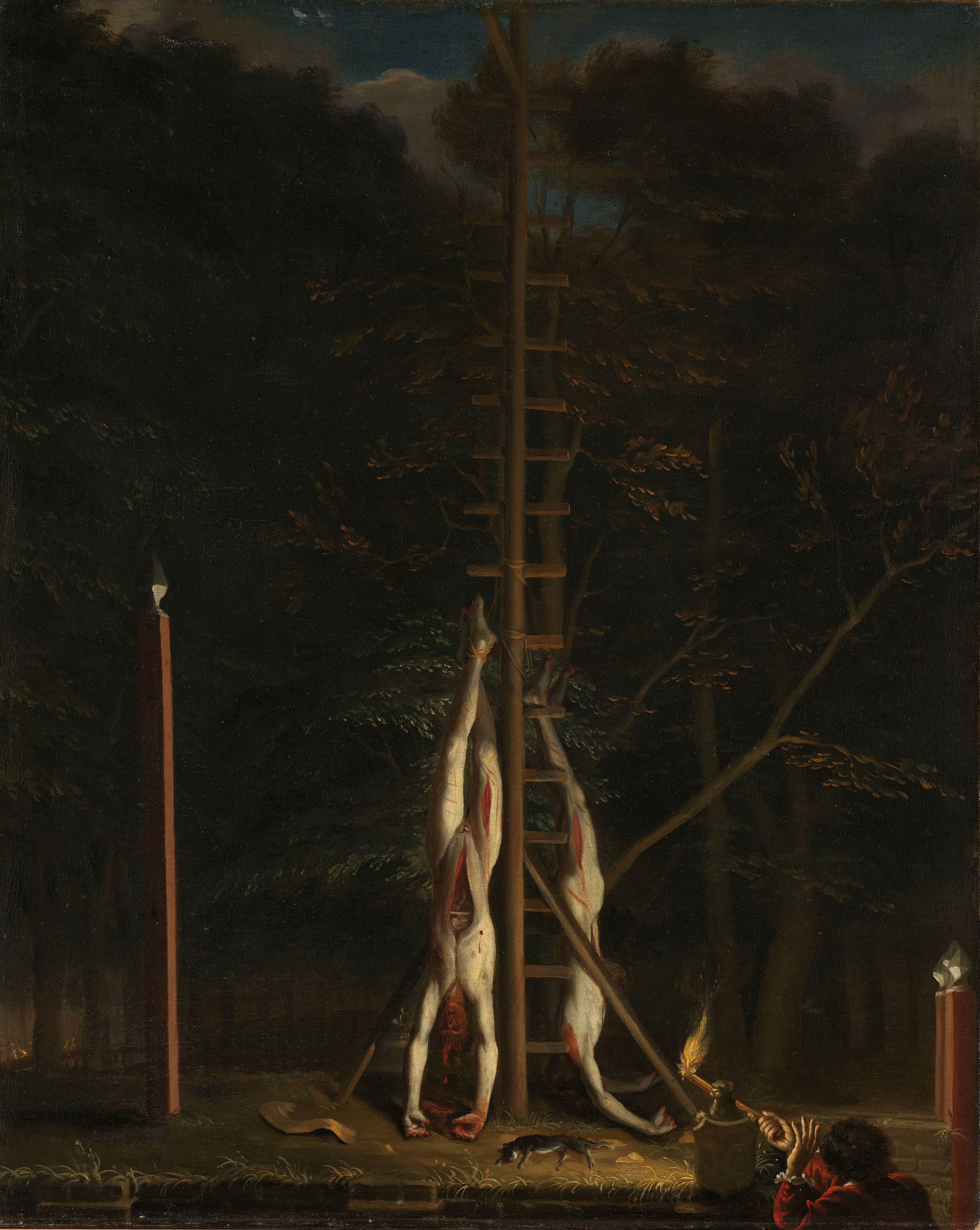
Les corps des frères de Witt suspendus après leur lynchage par Jan de Baen (1672/1702), Rijksmuseum d'Amsterdam
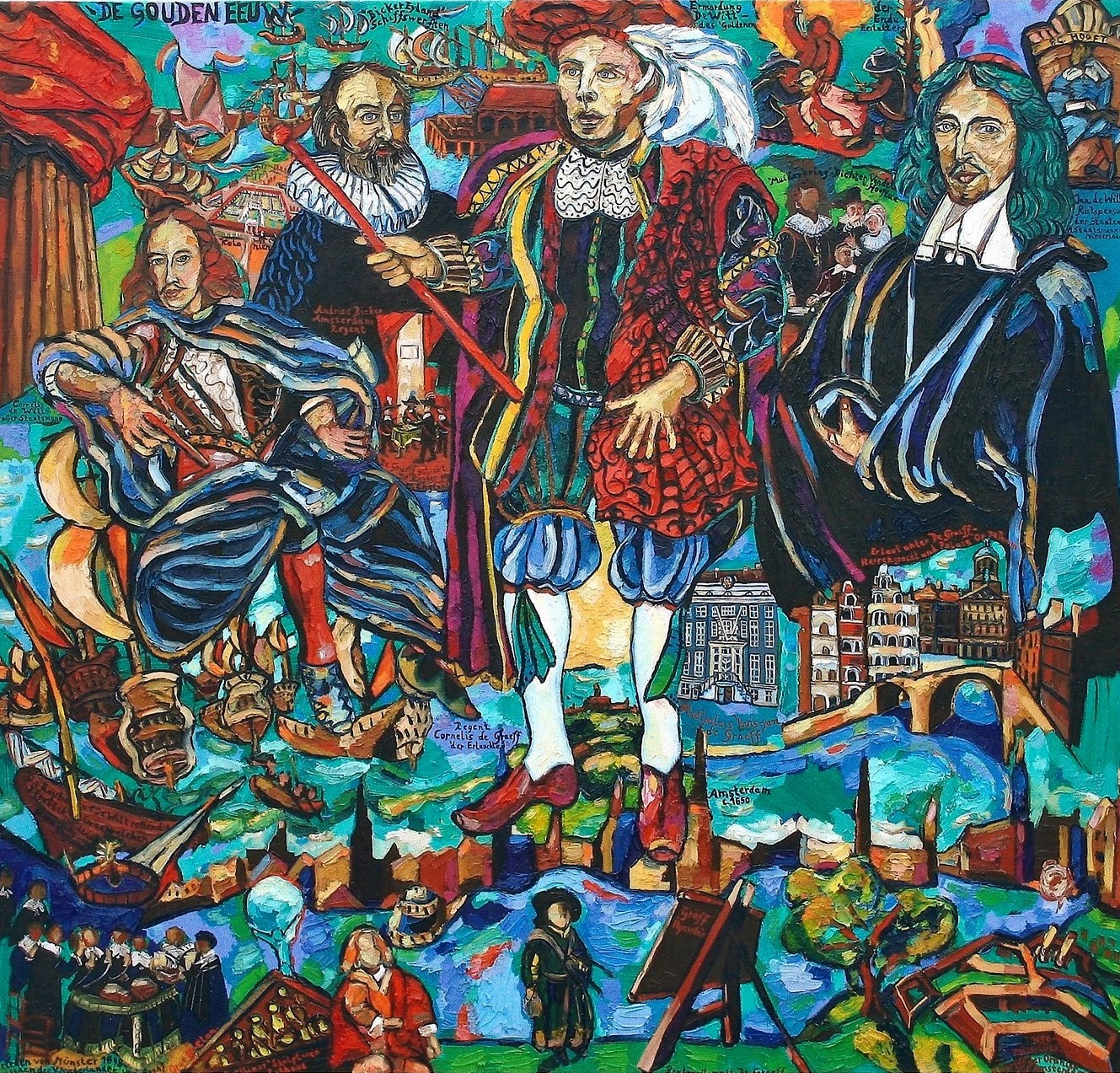
Peinture historique «De Gouden eeuw» (Siècle d'or néerlandais) avec des personnalités comme Cornelis de Witt (gauche). (peinture de Matthias Laurenz Gräff, 2007)

## Sources
1. ↑  Romeyn De Hooghe, « Relation du Tumulte arrivé à la Haye le samedi 20 aout 1672 avec la mort de Messieurs Jean et Corneille de Wit : [estampe] », sur Gallica, 1672 (consulté le 12 octobre 2024)
2. ↑  Recueil de lettres, pour servir d'éclaircissement à l'histoire militaire du regne de Louis XIV . Tome premier [-second]., 1760 (lire en ligne), p. 199-203

- (nl) Biographie Cornelis de Witt dans la DBNL
- (en) « Cornelis de Witt », dans Encyclopædia Britannica [détail de l’édition], 1911 (lire sur Wikisource).

- (en) Cet article est partiellement ou en totalité issu de l’article de Wikipédia en anglais intitulé « Cornelis de Witt » (voir la liste des auteurs). dans sa version du 21 octobre 2007.